# Stauroteka lednicka

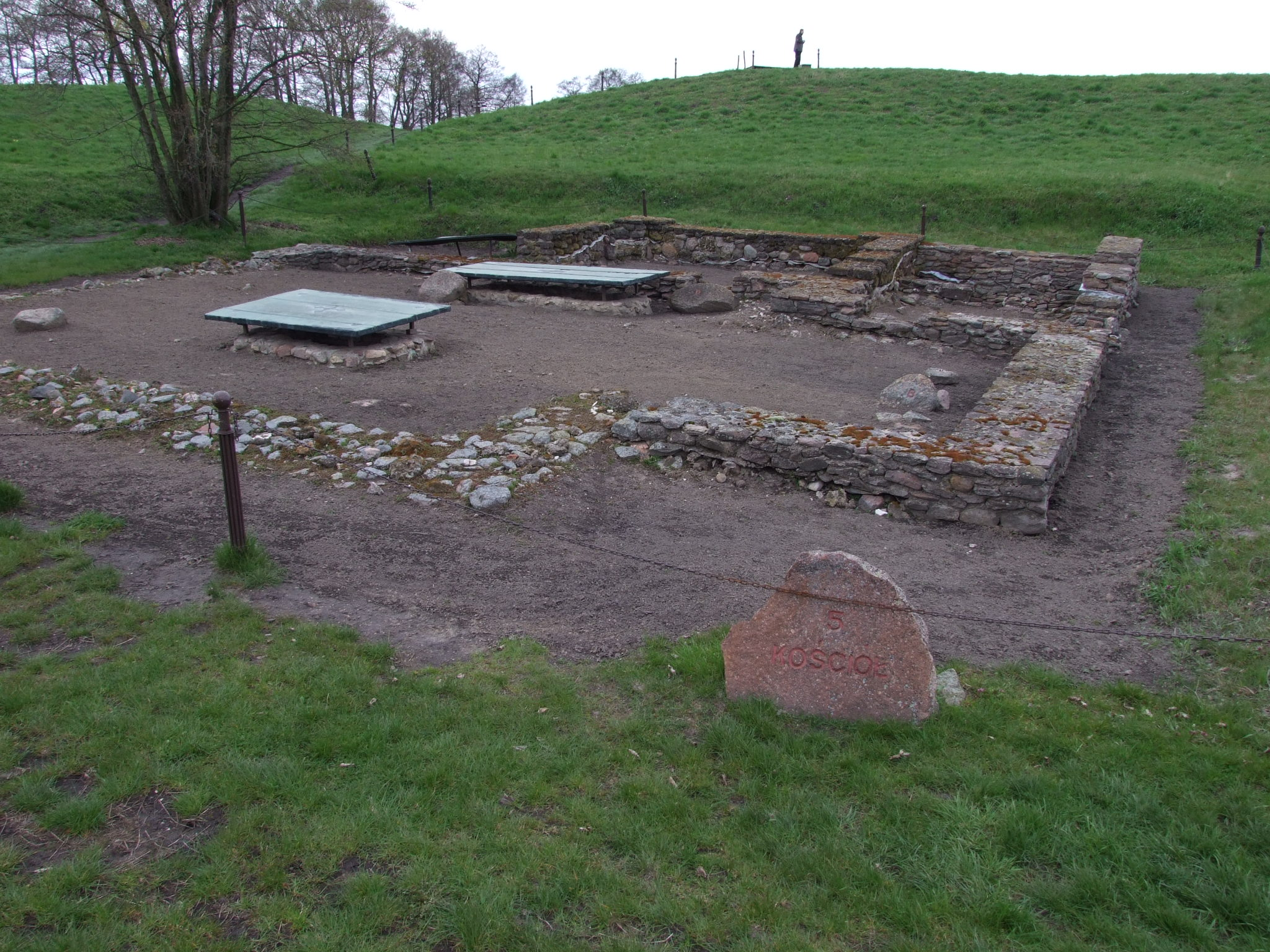
Pozostałości kościoła grodowego na Ostrowie Lednickim, koło którego znaleziono staurotekę

Stauroteka lednicka, stauroteka z Ostrowa Lednickiego – wczesnośredniowieczny relikwiarz przeznaczony do przechowywania fragmentów Drzewa Krzyża Świętego (stauroteka), znaleziony w 1962 r. na Ostrowie Lednickim i przechowywany w Muzeum Pierwszych Piastów na Ostrowie Lednickim. Jest to najstarsza znana stauroteka z terenu ziem polskich.

## Znalezienie i identyfikacja
Zabytek znaleziono na Ostrowie Lednickim, w trakcie prac archeologicznych prowadzonych w 1962 r. nieopodal pozostałości tzw. kościoła II, kilkadziesiąt centymetrów na północ od jego północnej ściany. Pierwszy opublikowany opis pochodzi z 1965 r., gdzie określono go jako relikwiarz. W literaturze naukowej lat 70 i 80 XX w. klasyfikowano go jako enkolpion lub pektorał. Dopiero od 1992 r. zaczęto go identyfikować jako staurotekę. Stauroteka była konserwowana w 1989 r.

## Opis stauroteki lednickiej
Stauroteka lednicka jest dwuczęściowa, złożona z puszki relikwiarzowej (również dwuczęściowej) i osadzonego w niej relikwiarza właściwego. Oba elementy mają kształt krzyża i zostały wykonane ze srebrnej blachy, przy czym górna powierzchnia relikwiarza właściwego pokryta jest dodatkowo blaszką ze stopu złota (37%), srebra (36) i miedzi (23%). Ze względu na uszkodzenia i zniekształcenia zabytku podaje się tylko przybliżone rozmiary: ramiona puszki mają około 6 i 5 cm długości, a oba ramiona relikwiarza mierzą po ok. 5 cm. Wysokość puszki jest zmienna w granicach 1,25 do 1,55 cm. Puszka zdobiona jest kilkoma ornamentami utworzonymi przez ciąg pseudogranulek. Z kolei w górnej powierzchni relikwiarza właściwego wykonano wycięcie tworzące formę krzyża łacińskiego z titulusem, które umożliwiało dotknięcie przechowywanej pierwotnie w środku relikwii. Między ramionami krzyża w blasze wytrybowano rozetkowe ornamenty, u podstawy krzyża wyryto suppedaneum, a przy prawym ramieniu krzyża chrystogram „XC”.
W środku stauroteki nie znaleziono fragmentów relikwii, a jedynie trzy kawałki wysokogatunkowej tkaniny, interpretowane jako przypuszczalna pozostałość tkaniny, w którą owijano cząstki Krzyża Świętego w relikwiarzu. Przy staurotece napotkano także kawałki skóry (później zaginione), uznane za resztki skórzanej oprawy stauroteki. Na jednym z nich widać było częściowo zachowane przedstawienie Chrystusa na krzyżu. Ponadto stwierdzono też resztki substancji organicznej interpretowanej jako pozostałości oprawy bursztynowej albo gagatowej tegoż relikwiarza.
Staurotekę lednicką określa się jako „wyjątkowej klasy artystycznej”, choć jednocześnie wykonanie ornamentów relikwiarza opisuje się jako niestaranne, a w porównaniu do znanych z Bizancjum staurotek, ta z Ostrowa Lednickiego jest skromna, tak pod względem użytych metali szlachetnych, technik zdobniczych i zakresu zdobień, jak i zakresu ikonografii na obiekcie.
Stauroteka lednicka znajduje się w zbiorach Muzeum Pierwszych Piastów na Lednicy.

## Datowanie i pochodzenie
Staurotekę odkopano w warstwie gruzu i nadpalonego drewna identyfikowanej z momentem zniszczenia kościoła w pierwszej połowie XI w. Sam zabytek datuje się na okres II poł. X w. – I poł. XI w., co czyni go najstarszą znaną stauroteką z terenu ziem polskich. Cechy stylowe stauroteki lednickiej i jej oprawy wskazują, że wykonano go w pracowni związanej z kulturą bizantyjską, choć może to być wyrób warsztatów cesarzy Ottona II albo Ottona III, które czasami wzorowały się na wyrobach bizantyjskich.